# Urho Kekkonen
Urho Kaleva Kekkonen (n. 3 septembrie 1900, Pielavesi – d. 31 august 1986, Helsinki) a fost un politician finlandez ce a ocupat postul de prim-ministru al Finlandei (1950-1953, 1954-1956) și mai târziu de președinte al Finlandei (1956–1981). Kekkonen a continuat politica de "neutralitate activă" a președintelui Juho Kusti Paasikivi, care este cunoscută sub numele de Linia Paasikivi-Kekkonen. Această politică a făcut posibilă menținerea independenței Finlandei și a negocierilor în paralel cu țările Organizației Tratatului Atlanticului de Nord și acelor din Pactul de la Varșovia. Kekkonen a fost președintele cu cel mai lung mandat din istoria Finlandei.